# 인디아나 존스
《인디아나 존스》(영어: Indiana Jones)는 다섯 편의 영화와 프리퀄 텔레비전 시리즈, 게임, 만화, 연계 소설로 구성된 미국의 미디어 프랜차이즈로, 가상의 고고학 교수인 헨리 월튼 "인디아나" 존스 2세 박사(모든 영화에서 해리슨 포드가 연기)의 모험을 다룬다.
이 시리즈는 1981년 영화 《레이더스》로 시작되었다. 1984년에는 프리퀄 《인디아나 존스: 마궁의 사원》이 개봉되었고, 1989년에는 시퀄 《인디아나 존스: 최후의 성전》이 나왔다. 2008년에는 네 번째 영화인 《인디아나 존스: 크리스탈 해골의 왕국》이 뒤를 이었다. 다섯 번째이자 마지막 영화인 《인디아나 존스: 운명의 다이얼》은 2023년 6월 30일에 극장 개봉되었다. 이 시리즈는 조지 루카스가 창작했다. 처음 네 편의 영화는 스티븐 스필버그가 연출했으며, 제작 과정에서 루카스와 긴밀히 협력했다. 다섯 번째 영화는 제임스 맨골드가 연출했다. 1992년에는 프랜차이즈가 텔레비전 시리즈 《영 인디아나 존스》로 확장되어 주인공의 어린 시절과 청년기를 탐구하고, 부모와의 모험을 포함했다.
마블 코믹스는 1983년 《인디아나 존스의 더 많은 모험》을 출간하기 시작했고, 다크 호스 코믹스는 1991년에 이 캐릭터의 만화책 판권을 얻었다. 영화의 소설화 작품들이 출판되었으며, 독창적인 모험을 다룬 많은 소설들도 나왔다. 여기에는 볼프강 홀바인의 독일어 소설 시리즈, 밴텀 북스에서 출간한 영화 이전 시대를 배경으로 한 12편의 소설, 그리고 텔레비전 프로그램에서 영감을 받아 주인공의 어린 시절을 다룬 시리즈가 포함된다. 1982년 이후 수많은 《인디아나 존스》 비디오 게임이 출시되었다.

## 배경
1973년, 조지 루카스는 《인디아나 스미스의 모험》을 집필했다. 《스타워즈》와 마찬가지로, 이는 1930년대와 1940년대의 연속 영화를 현대적으로 재해석할 기회였다. 루카스는 필립 코프먼과 이 개념에 대해 논의했고, 코프먼은 몇 주 동안 루카스와 작업하며 맥거핀으로 성궤를 선택했다. 그러나 클린트 이스트우드가 코프먼을 고용해 《무법자 조시 웰즈》를 집필하게 하면서 이 프로젝트는 중단되었다. 1977년 5월, 루카스는 《스타워즈》의 전 세계적인 성공에서 벗어나고자 마우이에 있었다. 그의 친구이자 동료인 스티븐 스필버그도 《미지와의 조우》 작업에서 휴가를 보내며 그곳에 있었다. 스필버그는 루카스에게 제임스 본드 영화를 만들고 싶다고 말했지만, 루카스는 "제임스 본드보다 더 나은" 아이디어를 제안하며 《레이더스》의 줄거리를 설명했다. 스필버그는 이를 "하드웨어 없는 제임스 본드 영화"라고 부르며 매우 좋아했고, 주인공의 성을 존스로 바꾸었다. 스필버그와 루카스는 파라마운트 픽처스와 5편의 《인디아나 존스》 영화 계약을 맺었다.
스필버그와 루카스는 각자의 이별과 이혼 후의 개인적인 기분으로 인해 《인디아나 존스: 마궁의 사원》을 훨씬 더 어둡게 만들고자 했다. 루카스는 나치를 다시 악당으로 내세우고 싶지 않아 이 영화를 전작으로 만들었다. 그는 원숭이 왕과 귀신이 나오는 성에 대한 아이디어를 가지고 있었지만, 결국 영화에서 사용될 산카라 스톤을 창조했다. 그는 각본가로 윌러드 하이크과 글로리아 카츠를 고용했는데, 그들이 인도 문화에 관심이 있다는 것을 알고 있었기 때문이다.《레이더스》에서 삭제된 주요 장면들이 이 영화에 포함되었다: 거대한 굴러가는 징을 방패로 사용한 탈출, 비행기에서 뗏목을 타고 낙하하는 장면, 광산 수레 추격전 등이다. 세 번째 영화를 위해 스필버그는 원숭이 왕과 귀신이 나오는 성 개념을 다시 검토했지만, 루카스가 성배를 제안했다. 스필버그는 이전에 이를 너무 비현실적이라고 거절했었지만, 이후 부자 간의 이야기를 구상하고 "모든 사람이 찾는 성배가 아들이 아버지와의 화해를 구하고, 아버지가 아들과의 화해를 구하는 것에 대한 은유가 될 수 있다"고 결정했다.
1989년 《인디아나 존스: 최후의 성전》이 개봉된 후, 루카스는 다음 편의 줄거리를 이끌 좋은 장치를 생각해낼 수 없다고 느껴 시리즈를 종료하기로 했다. 대신 그는 주인공의 젊은 시절을 탐구하는 《영 인디아나 존스》를 제작하기로 했다. 포드는 한 에피소드에서 인디아나 역을 맡아 1920년 시카고에서의 모험을 해설했다. 1992년 12월 포드의 장면을 촬영하면서, 루카스는 이 장면이 1950년대를 배경으로 한 노년의 인디아나 영화의 가능성을 열어준다는 것을 깨달았다. 이 영화는 외계인을 줄거리 장치로 사용한 1950년대 B급 공상과학 영화를 반영할 수 있었다. 포드는 이 새로운 방향을 싫어하며 루카스에게 "그런 스티븐 스필버그 영화에 절대 출연하지 않겠다"고 말했다. 《미지와의 조우》와 《E.T.》에서 외계인을 다룬 스필버그 자신도 이를 반대했다. 루카스는 이야기를 구상했고, 제브 스튜어트가 1993년 10월부터 1994년 5월까지 이를 대본으로 만들었다. 루카스는 인디아나가 결혼하기를 원했는데, 이는 헨리 존스 1세가 돌아와 아들이 자신의 성취에 만족하는지 걱정하는 내용을 다룰 수 있게 해주었다. 조셉 스탈린이 초능력 전쟁에 관심이 있다는 것을 알게 된 후, 루카스는 러시아인들을 악당으로, 외계인들에게는 초능력을 부여하기로 결정했다. 스튜어트의 다음 초안 이후, 루카스는 《최후의 성전》의 작가였던 제프리 보엄을 고용해 다음 세 버전을 작성하게 했고, 마지막 버전은 1996년 3월에 완성되었다. 3개월 후 《인디펜던스 데이》가 개봉되었고, 스필버그는 루카스에게 더 이상 외계인 침공 영화를 만들지 않겠다고 말했다(적어도 2005년 《우주 전쟁》까지는). 루카스는 대신 《스타워즈》 프리퀄에 집중하기로 결정했다.

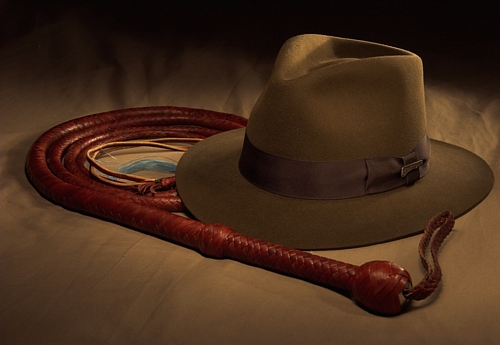
인디아나 존스가 사용하는 상징적인 채찍과 모자는 시리즈 전반에 걸쳐 캐릭터 발전의 중요한 부분이다.

2000년, 스필버그의 아들이 다음 《인디아나 존스》 영화가 언제 개봉될지 물었고, 이는 스필버그가 프로젝트를 부활시키는 데 관심을 갖게 만들었다. 같은 해, 포드, 루카스, 스필버그, 프랭크 마셜, 캐슬린 케네디는 미국영화연구소의 포드 헌정식에서 만나 《인디아나 존스》 영화 제작의 경험을 다시 즐기고 싶다고 결심했다. 스필버그는 또한 이 시기에 자신이 만든 많은 어두운 영화들 사이에서 이 시리즈로 돌아오는 것이 휴식이 된다고 여겼다. 스필버그와 루카스는 외계인이 등장하는 B급 영화의 중심 아이디어에 대해 논의했고, 루카스는 이 아이디어를 구체화하기 위해 크리스탈 해골을 사용할 것을 제안했다. 루카스는 이 유물들이 성궤만큼이나 매혹적이라고 생각했고, 《영 인디아나 존스》 시리즈가 취소되기 전에 한 에피소드에서 이를 다루려고 했었다. M. 나이트 샤말란이 2002년 촬영을 목표로 각본을 쓰도록 고용되었지만, 그는 이 과제에 압도되었고 포드, 스필버그, 루카스의 집중을 이끌어내기 어려웠다고 주장했다. 각본으로 스티븐 개건과 톰 스토파드와도 접촉하였다.
프랭크 다라본트는 《영 인디아나 존스》의 여러 에피소드를 집필한 바 있으며, 2002년 5월에 각본 작업을 의뢰받았다. 그의 각본 《인디아나 존스: 신들의 도시》는 1950년대를 배경으로 하며, 전직 나치들이 존스를 추적하는 내용이었다. 스필버그는 후안 페론과 같은 실존 인물이 나치 전범들을 보호했다는 의혹에서 착안하여 이 아이디어를 구상했다. 다라본트는 스필버그가 각본을 매우 좋아했다고 주장했으나, 루카스는 각본에 문제가 있다고 보고 직접 각본 작업을 맡기로 결정했다. 루카스와 스필버그는 1950년대 배경에서 냉전을 무시할 수 없다는 점을 인정했고, 러시아인들이 더 그럴듯한 악역이 될 수 있다고 보았다. 스필버그는 《쉰들러 리스트》를 연출한 후 나치를 풍자할 수 없다고 판단했으며, 포드는 "우리는 나치를 너무 많이 다뤘다"고 말했다. 다라본트의 주요 기여는 매리언 레이븐우드를 인디아나의 연인으로 재등장시킨 것이었으나, 그는 그들에게 13세 딸을 설정했고 스필버그는 이것이 《쥬라기 공원 2: 잃어버린 세계》와 너무 비슷하다고 판단했다.
제프 네이선슨은 2004년 8월 스필버그와 루카스를 만났고, 2005년 10월과 11월에 《원자 개미》라는 제목의 초고를 제출했다. 데이비드 켑이 이어서 작업을 계속했으며, 그의 각본에는 J. 로버트 오펜하이머의 인용구를 바탕으로 《세상의 파괴자》라는 부제를 붙였다. 이후 스필버그가 더 매력적이며 실제 플롯 장치를 명명한 제목이라고 판단하여 《크리스탈 해골의 왕국》으로 변경되었다. 코엡은 머트 캐릭터를 괴짜로 묘사하고 싶어 했으나, 루카스는 그가 《위험한 질주》의 말론 브란도와 비슷해야 한다고 설명하며 이를 거부했다. "그는 인디아나 존스의 아버지가 생각했던 모습이어야 해 - 저주가 그의 아들의 모습으로 돌아오는 거지 - 아버지가 견딜 수 없는 모든 것"이라고 루카스는 말했다. 코엡은 영화의 "사랑의 대화"를 위해 로런스 캐즈던과 협력했다.
다섯 번째 영화의 개발은 2008년에 시작되었으나 수년간 진전이 없었다. 2012년, 월트 디즈니 컴퍼니가 시리즈의 제작사인 루카스필름을 인수하면서 《인디아나 존스》 지적 재산권의 소유자가 되었다. 이듬해 월트 디즈니 스튜디오는 향후 《인디아나 존스》 영화의 배급 및 마케팅 권리를 획득했으며, 파라마운트는 처음 네 편의 배급권을 유지하고 추가 영화에 대한 "재정적 참여"를 받게 되었다. 영화 개발은 계속되어 결국 《인디아나 존스: 운명의 다이얼》로 구체화되었다. 이 영화는 제임스 맨골드가 감독을 맡았으며, 제즈와 존 헨리 버터워스 형제와 함께 각본을 공동 집필했다. 처음에는 스필버그가 감독을 맡을 예정이었으나, 맨골드에게 이를 넘겼다. 스필버그는 대신 프로듀서 케네디, 마셜과 더불어 루카스와 함께 총괄 프로듀서를 맡았다. 포드가 주인공 역을 다시 맡았고, 캐런 앨런과 존 리스데이비스도 출연했다. 새로운 출연진으로는 피비 월러브리지, 마스 미켈센, 토마스 크레치만, 보이드 홀브룩, 쇼넷 러네이 윌슨, 토비 존스, 안토니오 반데라스 등이 있다. 이 영화는 루카스필름과 월트 디즈니 픽처스가 공동 제작했으며, 디즈니가 참여한 시리즈의 첫 번째 영화가 되었다. 촬영은 2021년 6월 영국에서 시작되어 2022년 2월에 종료되었다. 이는 포드가 이 주인공 역을 맡은 마지막 작품이자 전체 프랜차이즈의 마지막 영화이다. 《인디아나 존스: 운명의 다이얼》은 2023년 6월 30일 디즈니를 통해 개봉했다.

## 영화
| 영화                                    | 미국 개봉일     | 감독            | 각본                                                       | 원안                                                       | 제작                                        |
| --------------------------------------- | --------------- | --------------- | ---------------------------------------------------------- | ---------------------------------------------------------- | ------------------------------------------- |
| 《레이더스》                            | 1981년 6월 12일 | 스티븐 스필버그 | 로런스 캐즈던                                              | 조지 루카스, 필립 코프먼                                   | 프랭크 마셜                                 |
| 《인디아나 존스: 마궁의 사원》          | 1984년 5월 23일 | 스티븐 스필버그 | 글로리아 카츠 & 윌러드 하이크                              | 조지 루카스                                                | 로버트 워츠                                 |
| 《인디아나 존스: 최후의 성전》          | 1989년 5월 24일 | 스티븐 스필버그 | 제프리 보엄                                                | 메노 메이여스, 조지 루카스                                 | 로버트 워츠                                 |
| 《인디아나 존스: 크리스탈 해골의 왕국》 | 2008년 5월 22일 | 스티븐 스필버그 | 데이비드 켑                                                | 조지 루카스, 제프 네이선슨                                 | 프랭크 마셜                                 |
| 《인디아나 존스: 운명의 다이얼》        | 2023년 6월 30일 | 제임스 맨골드   | 제즈 버터워스, 존헨리 버터워스, 데이비드 켑, 제임스 맨골드 | 제즈 버터워스, 존헨리 버터워스, 데이비드 켑, 제임스 맨골드 | 사이먼 이매뉴얼, 프랭크 마셜, 캐슬린 케네디 |

### 《레이더스》(1981년)
첫 번째 영화는 1936년을 배경으로 한다. 인디아나 존스(해리슨 포드)는 정부 요원들에 의해 고용되어 성궤를 찾아내는 임무를 맡는다. 성궤는 모세가 십계명을 새긴 돌판을 담은 금으로 도금된 상자로, 나치 독일이 이를 차지하기 전에 찾아야 한다. 나치는 종교적 유물들을 찾는 팀을 운영하고 있으며, 그중에서도 성궤를 찾고 있다. 성궤는 그것을 앞세운 군대를 무적으로 만든다는 소문이 있다. 나치는 인디아나의 숙적이자 프랑스 고고학자인 르네 벨록(폴 프리먼)의 도움을 받고 있다. 인디아나는 그의 옛 연인이자 강인한 술집 주인인 매리언 레이븐우드(카렌 앨런)와 발굴 전문가인 친구 살라(존 리스-데이비스)의 도움을 받아 이집트에서 성궤를 회수하는 데 성공한다. 그러나 나치가 성궤를 훔치고 인디아나와 매리언을 붙잡는다. 벨록과 나치는 성궤를 여는 의식을 거행하지만, 열어보니 안에는 모래만 있을 뿐이다. 그때 갑자기 성궤에서 영혼들이 나오고, 나치 일당은 모두 성궤의 진노로 죽임을 당한다. 눈을 감아 살아남은 인디아나와 매리언은 성궤를 미국으로 가져오는 데 성공하고, 이는 비밀 정부 창고에 보관된다.

### 《인디아나 존스》(1984년)
두 번째 영화는 《레이더스》보다 1년 전인 1935년을 배경으로 한 전작이다. 인디아나는 가수 겸 배우인 윌리 스콧(케이트 캡쇼)과 12살 짝꿍 숏 라운드(키 호이 콴)의 도움으로 라오 체가 이끄는 중국 갱단에서 탈출한다. 이들 셋은 인도에 불시착하게 되고, 그곳에서 아이들이 납치된 펀자브 마을을 발견한다. 몰라 람(암리쉬 푸리)이 이끄는 투기 교단은 또한 신성한 산카라 스톤을 탈취했는데, 이를 이용해 세계를 지배하려 한다. 인디아나는 몰라 람의 사악한 힘을 극복하고, 아이들을 구출하며 스톤을 원래 있어야 할 곳으로 되돌린다. 이 과정에서 그는 자신의 용병적 본성을 극복한다. 이 영화는 프랜차이즈에서 이례적인 작품으로 평가받는다. 인디의 대학이나 적대적인 정치 세력이 등장하지 않으며, 고고학에 초점을 덜 맞추고 있다. 대신 인신 공양과 고문 등 충격적인 요소들을 포함한 어두운 영화로 제시되었다.

### 《인디아나 존스: 최후의 성전》(1989년)
세 번째 영화는 1938년을 배경으로 한다. 인디아나와 그의 친구 마커스 브로디(덴홈 엘리엇)는 미국 사업가 월터 도노반(줄리언 글로버)으로부터 성배를 찾아달라는 임무를 받는다. 그들은 엘사 슈나이더 박사(앨리슨 두디)와 팀을 이루어, 실종된 인디아나의 소원한 아버지 헨리(숀 코너리)가 중단한 지점부터 수색을 이어간다. 그러나 도노반과 엘사가 나치와 결탁했다는 사실이 밝혀진다. 나치는 인디아나로 하여금 성배를 찾도록 강요하기 위해 헨리 존스를 납치했던 것이다. 하지만 인디아나는 아버지의 연구 내용이 가득한 일기장을 되찾고, 성배의 위치를 찾기 전에 아버지를 구출하는 데 성공한다. 도노반과 엘사는 모두 성배의 유혹에 넘어가 파멸하지만, 인디아나와 헨리는 성유물을 찾는 것보다 서로의 관계가 더 중요하다는 것을 깨닫는다.

### 《인디아나 존스: 크리스탈 해골의 왕국》(2008년)
네 번째 영화는 《최후의 성전》 이후 19년이 지난 1957년을 배경으로 한다. 조용히 교직 생활을 하던 인디아나는 새로운 모험에 휘말리게 된다. 그는 이리나 스팔코(케이트 블란쳇)가 이끄는 소련 요원들과 크리스탈 해골을 차지하기 위해 경쟁한다. 그의 여정은 네바다, 코네티컷, 페루, 브라질의 아마존 우림을 가로지른다. 가장 친한 친구 중 하나인 맥(레이 윈스턴)의 배신에 직면한 인디아나는 머트 윌리엄스(샤이아 러버프)라는 그리저를 만나게 된다. 머트는 실제로 그의 아들(본명은 헨리 존스 3세로 밝혀짐)임이 드러난다. 또한 인디아나는 첫 번째 영화의 여성 주연 등장인물 매리언 레이븐우드와 재회하고 결국 결혼한다.

### 《인디아나 존스: 운명의 다이얼》(2023년)
다섯 번째이자 마지막 영화는 《크리스탈 해골의 왕국》 이후 12년이 지난 1969년을 배경으로 한다. 인디아나는 뉴욕시로 이주하여 헌터 칼리지에서 교편을 잡고 은퇴를 계획 중이다. 그의 아들 머트가 베트남 전쟁에서 사망한 후 매리언과의 결혼 생활은 붕괴되었다. 소원해진 대녀 헬레나 쇼(피비 월러브리지)가 아르키메데스의 다이얼을 찾아 달라고 요청하며 나타난다. 이 유물은 제2차 세계 대전 중 연합군의 유럽 해방 당시인 1944년에 인디아나와 헬레나의 아버지 바질(토비 존스)이 나치에게서 탈취한 것이다. 나치 출신 NASA 과학자인 위르겐 폴러(마스 미켈센)가 인디아나를 쫓기 시작한다. 그는 다이얼의 특이한 특성을 이용해 제2차 세계 대전의 결과를 바꾸려 한다. 인디아나의 여정은 모로코, 그리스, 이탈리아로 이어진다. 폴러가 폴란드 침공 이전에 아돌프 히틀러를 암살하여 그를 대신해 나치를 승리로 이끌고자 다이얼을 사용하여 시간의 균열을 찾은 후, 인디아나는 우연히 기원전 212년 시라쿠사 공성전으로 시간 여행을 하게 된다. 현재의 뉴욕으로 돌아온 인디아나는 매리언과 화해한다.

영화의 사건들을 통해 극중에서 방문한 국가들
《레이더스》에서 방문
《마궁의 사원》에서 방문
《최후의 성전》에서 방문
《크리스탈 해골의 왕국》에서 방문
《운명의 다이얼》에서 방문

## 연표
- 1899년 7월 1일 - 인디아나 존스가 미국 뉴저지주 프린스톤에서 출생.
- 1912년 - 미국 유타의 배경. (영화 인디아나 존스: 최후의 성전의 배경.)
- 1935년 - 중국 상하이와 인도의 배경. (영화 인디아나 존스: 미궁의 사원의 배경.)
- 1936년 - 남아메리카의 배경. (영화 레이더스의 배경.)
- 1938년 - 미국 유타의 배경. (영화 인디아나 존스: 최후의 성전의 배경.)
- 1957년 - 미국 네바다의 51구역의 배경. (영화 인디아나 존스: 크리스탈 해골의 왕국의 배경.)

## 주요 등장인물
- 인디아나 존스(헨리 존스 2세)
- 머트 윌리엄스(헨리 존스 3세)
- 매리언 레이븐우드
- 윌리 스콧
- 쇼트 라운드
- 마커스 브로디
- 월터 도노반

## 기타

### 게임
인디아나 존스와 동명의 게임을 조지 루카스의 감독 하에 개발하였다. 에피소드 1에서 에피소드 3까지는 영화가 먼저 발표되었으나, 에피소드 4는 게임이 먼저 발표되었다. 인디아나 존스 4는 초기에는 VGA버전과 Hercules버전을 개발하겠다는 얘기도 있었으나 Hercules버전은 개발이 되지 않아서 많은 흑백 유저들의 실망을 샀었다. 2003년에 출시된 인디아나 존스: 황제의 유물이 있다.

### TV 시리즈
어린 시절을 그린 '영 인디아나 존스'시리즈가 있다. 1990년대 한국방송에서 외화시리즈로 소개했으며, 인디아나 존스가 어린시절 중국을 여행한 이야기가 있다. 병에 걸려 사경을 해맸는데, 이를 가엾게 여긴 집주인 내외분이 인디아나가 건강해지도록 기도한다. 다행히 한의사가 한약을 지어주어 낫는다.

## 흥미 사항
'인디아나'는 조지 루커스 감독이 기르던 개 이름이다.